# Estación de Brantford
Brantford es una estación de tren ubicada en Brantford, Ontario, Canadá. Sirve a los trenes Via Rail que circulan entre Toronto y Windsor. La estación también sirve a las ciudades cercanas de París y Simcoe.

## Historia
La estación fue construida por Grand Trunk Railway, según lo diseñado por los arquitectos Spier & Rohns, en 1905.
La estación jugó un papel clave en el desarrollo económico de Brantford. Trajo mercados, materiales y mano de obra a la ciudad. Las renovaciones de la estación de tren de Brantford se produjeron en 2002, cuando Via Rail gastó 350.000 dólares (495.600 dólares en dinero actual) para realizar mejoras generales en el servicio ferroviario. Diez trenes de pasajeros conectan Brantford con los principales centros económicos de Windsor, Sarnia, Toronto, Montreal y Ottawa todos los días.
En 2011, GO Transit indicó en su plan "GO 2020" que el servicio de tren o autobús en horas pico podría ampliarse a Brantford para el año 2020.

## Instalaciones
La estación es accesible para sillas de ruedas y está ubicada cerca del cruce de las calles Market, Gray y West. CN Gore Park es el parque más cercano a la estación de tren, siendo la Biblioteca Carnegie y Brethour House otras atracciones a una distancia razonable de la estación. Un quiosco de venta de billetes de autoservicio permite a las personas imprimir sus propios billetes.
El edificio de la estación incluye una galería de arte y cafetería con música en vivo, abierta a los viajeros.
Brantford Transit brinda acceso hacia y desde la estación de tren. El estacionamiento para automóviles a corto y largo plazo está disponible mediante una tarifa a partir del 1 de agosto de 2012; Anteriormente, el aparcamiento era de uso gratuito. El mayor uso de los servicios ferroviarios ha sido la razón principal de este cambio en la política de estacionamiento.